# Heterusia merla
Heterusia merla är en fjärilsart som beskrevs av Otto Staudinger 1894. Heterusia merla ingår i släktet Heterusia och familjen mätare. Inga underarter finns listade i Catalogue of Life.